# Portugália a 2024. évi nyári olimpiai játékokon
Portugália a franciaországi Párizsban megrendezett 2024. évi nyári olimpiai játékok egyik részt vevő nemzete volt. Az országot az olimpián 15 sportágban 75 sportoló képviselte, akik összesen 4 érmet szereztek.

## Érmesek
| Érem  | Versenyző                | Sportág      | Versenyszám       |
| ----- | ------------------------ | ------------ | ----------------- |
| Arany | Iúri Leitão Rui Oliveira | Kerékpározás | Férfi madison     |
| Ezüst | Pedro Pichardo           | Atlétika     | Férfi hármasugrás |
| Ezüst | Iúri Leitão              | Kerékpározás | Férfi omnium      |
| Bronz | Patrícia Sampaio         | Cselgáncs    | Női félnehézsúly  |

## Asztalitenisz
Férfi
| Versenyző                                  | Versenyszám | Selejtező         | 64-es főtábla                                  | 32-es főtábla     | Nyolcaddöntő                                                            | Negyeddöntő       | Elődöntő          | Döntő             | Helyezés |
| Versenyző                                  | Versenyszám | Ellenfél Eredmény | Ellenfél Eredmény                              | Ellenfél Eredmény | Ellenfél Eredmény                                                       | Ellenfél Eredmény | Ellenfél Eredmény | Ellenfél Eredmény | Helyezés |
| ------------------------------------------ | ----------- | ----------------- | ---------------------------------------------- | ----------------- | ----------------------------------------------------------------------- | ----------------- | ----------------- | ----------------- | -------- |
| Tiago Apolónia                             | Egyes       | erőnyerő          | Dang Qiu (GER) · 11–2, 3–11, 2–11, 6–11, 10–12 | kiesett           | kiesett                                                                 | kiesett           | kiesett           | kiesett           | 33.      |
| Marcos Freitas                             | Egyes       | erőnyerő          | Anders Lind (DEN) · 9–11, 6–11, 8–11, 4–11     | kiesett           | kiesett                                                                 | kiesett           | kiesett           | kiesett           | 33.      |
| Tiago Apolónia Marcos Freitas João Geraldo | Csapat      |                   |                                                |                   | Brazília (BRA) · Hugo Calderano · Vitor Ishiy · Guilherme Teodoro · 1–3 | kiesett           | kiesett           | kiesett           | 9.       |

Női
| Versenyző  | Versenyszám | Selejtező         | 64-es főtábla                                             | 32-es főtábla                                                    | Nyolcaddöntő      | Negyeddöntő       | Elődöntő          | Döntő             | Helyezés |
| Versenyző  | Versenyszám | Ellenfél Eredmény | Ellenfél Eredmény                                         | Ellenfél Eredmény                                                | Ellenfél Eredmény | Ellenfél Eredmény | Ellenfél Eredmény | Ellenfél Eredmény | Helyezés |
| ---------- | ----------- | ----------------- | --------------------------------------------------------- | ---------------------------------------------------------------- | ----------------- | ----------------- | ----------------- | ----------------- | -------- |
| Shao Jieni | Egyes       | erőnyerő          | Sarah De Nutte (LUX) · 11–7, 11–9, 5–11, 7–11, 11–8, 11–5 | Sofia Polcanova (AUT) · 12–10, 9–11, 7–11, 3–11, 14–12, 7–11     | kiesett           | kiesett           | kiesett           | kiesett           | 17.      |
| Fu Yu      | Egyes       | erőnyerő          | Cson Dzsihi (Jeon Ji-hee) (KOR) · 11–7, 11–6, 13–11, 11–9 | Natalia Bajor (POL) · 7–11, 8–11, 17–15, 11–4, 11–7, 10–12, 8–11 | kiesett           | kiesett           | kiesett           | kiesett           | 17.      |

## Atlétika
Férfi
| Versenyző     | Versenyszám | Előfutam | Előfutam | Előfutam | Vigaszág | Vigaszág | Vigaszág | Elődöntő | Elődöntő | Elődöntő | Döntő   | Döntő    |
| Versenyző     | Versenyszám | Idő      | Hely.    | Össz.    | Idő      | Hely.    | Össz.    | Idő      | Hely.    | Össz.    | Idő     | Helyezés |
| ------------- | ----------- | -------- | -------- | -------- | -------- | -------- | -------- | -------- | -------- | -------- | ------- | -------- |
| João Coelho   | 400 m       | 45,35    | 4.       | 26.      | 45,64    | 5.       | 31.*     | kiesett  | kiesett  | kiesett  | kiesett | kiesett  |
| Isaac Nader   | 1500 m      | 3:35,44  | 6.       | 6.       | erőnyerő | erőnyerő | erőnyerő | 3:34,75  | 8.       | 20.      | kiesett | kiesett  |
| Samuel Barata | Maraton     |          |          |          |          |          |          |          |          |          | 2:13:23 | 48.      |

| Versenyző       | Versenyszám   | Selejtező                | Selejtező                | Döntő    | Döntő    |
| Versenyző       | Versenyszám   | Eredmény                 | Helyezés                 | Eredmény | Helyezés |
| --------------- | ------------- | ------------------------ | ------------------------ | -------- | -------- |
| Pedro Buaró     | Rúdugrás      | 540 cm                   | 26.**                    | kiesett  | kiesett  |
| Tiago Pereira   | Hármasugrás   | 16,36 m                  | 25.                      | kiesett  | kiesett  |
| Pedro Pichardo  | Hármasugrás   | 17,44 m                  | 1.                       | 17,84 m  |          |
| Tsanko Arnaudov | Súlylökés     | 20,31 m                  | 16.                      | kiesett  | kiesett  |
| Francisco Belo  | Súlylökés     | érvényes kísérlet nélkül | érvényes kísérlet nélkül | kiesett  | kiesett  |
| Leandro Ramos   | Gerelyhajítás | 75,73 m                  | 28.                      | kiesett  | kiesett  |

Női
| Versenyző              | Versenyszám     | Selejtező | Selejtező | Selejtező | Előfutam | Előfutam | Előfutam | Vigaszág | Vigaszág | Vigaszág | Elődöntő | Elődöntő | Elődöntő | Döntő   | Döntő    |
| Versenyző              | Versenyszám     | Idő       | Hely.     | Össz.     | Idő      | Hely.    | Össz.    | Idő      | Hely.    | Össz.    | Idő      | Hely.    | Össz.    | Idő     | Helyezés |
| ---------------------- | --------------- | --------- | --------- | --------- | -------- | -------- | -------- | -------- | -------- | -------- | -------- | -------- | -------- | ------- | -------- |
| Lorène Bazolo          | 100 m           | kiemelt   | kiemelt   | kiemelt   | 11,38    | 5.       | 44.      |          |          |          | kiesett  | kiesett  | kiesett  | kiesett | kiesett  |
| Lorène Bazolo          | 200 m           |           |           |           | 23,10    | 5.       | 26.      | 23,08    | 4.       | 28.      | kiesett  | kiesett  | kiesett  | kiesett | kiesett  |
| Cátia Azevedo          | 400 m           |           |           |           | 52,73    | 8.       | 41.      | 52,04    | 5.       | 38.      | kiesett  | kiesett  | kiesett  | kiesett | kiesett  |
| Salomé Afonso          | 1500 m          |           |           |           | 4:04,42  | 5.       | 24.      | erőnyerő | erőnyerő | erőnyerő | 3:59,96  | 12.      | 16.      | kiesett | kiesett  |
| Mariana Machado        | 5000 m          |           |           |           | 15:23,26 | 11.      | 28.      |          |          |          |          |          |          | kiesett | kiesett  |
| Fatoumata Binta Diallo | 400 m gát       |           |           |           | 54,75    | 2.       | 11.      | erőnyerő | erőnyerő | erőnyerő | 54,93    | 6.       | 17.      | kiesett | kiesett  |
| Susana Santos          | Maraton         |           |           |           |          |          |          |          |          |          |          |          |          | 2:35:57 | 57.      |
| Ana Cabecinha          | 20 km gyaloglás |           |           |           |          |          |          |          |          |          |          |          |          | 1:46:30 | 43.      |
| Vitória Oliveira       | 20 km gyaloglás |           |           |           |          |          |          |          |          |          |          |          |          | 1:36:22 | 38.      |

| Versenyző       | Versenyszám   | Selejtező | Selejtező | Döntő    | Döntő    |
| Versenyző       | Versenyszám   | Eredmény  | Helyezés  | Eredmény | Helyezés |
| --------------- | ------------- | --------- | --------- | -------- | -------- |
| Agate de Sousa  | Távolugrás    | 634 cm    | 24.       | kiesett  | kiesett  |
| Eliana Bandeira | Súlylökés     | 17,97 m   | 15.       | kiesett  | kiesett  |
| Jessica Inchude | Súlylökés     | 18,36 m   | 9.        | 18,41 m  | 8.       |
| Liliana Cá      | Diszkoszvetés | 62,43 m   | 14.       | kiesett  | kiesett  |
| Irina Rodrigues | Diszkoszvetés | 62,90 m   | 10.       | 61,19 m  | 9.       |

* - egy másik versenyzővel azonos eredményt ért el

** - két másik versenyzővel azonos eredményt ért el

## Breaktánc
| Versenyző (becenév)      | Versenyszám | Selejtező         | Csoportkör | Csoportkör | Csoportkör | Negyeddöntő       | Elődöntő          | Döntő             | Helyezés |
| Versenyző (becenév)      | Versenyszám | Ellenfél Eredmény | Ellenfél Eredmény | Pont       | Hely.      | Ellenfél Eredmény | Ellenfél Eredmény | Ellenfél Eredmény | Helyezés |
| ------------------------ | ----------- | ----------------- | --- | ---------- | ---------- | ----------------- | ----------------- | ----------------- | -------- |
| Vanessa Marina (Vanessa) | Női egyéni  | erőnyerő          | A csoport · India Sardjoe (NED) · (India) · 0–2 · Liu Csing-ji (Liu Qingyi) (CHN) · (671) · 0–2 · Sunny Choi (USA) · (Sunny) · 0–2 | 0          | 4.         | kiesett           | kiesett           | kiesett           | 13.      |

## Cselgáncs
Férfi
| Versenyző     | Versenyszám  | Selejtező         | 32-es főtábla                                 | Nyolcaddöntő                   | Negyeddöntő       | Elődöntő          | Vigaszág elődöntő | Bronz- mérkőzés   | Döntő             | Helyezés |
| Versenyző     | Versenyszám  | Ellenfél Eredmény | Ellenfél Eredmény                             | Ellenfél Eredmény              | Ellenfél Eredmény | Ellenfél Eredmény | Ellenfél Eredmény | Ellenfél Eredmény | Ellenfél Eredmény | Helyezés |
| ------------- | ------------ | ----------------- | --------------------------------------------- | ------------------------------ | ----------------- | ----------------- | ----------------- | ----------------- | ----------------- | -------- |
| João Fernando | Váltósúly    | erőnyerő          | François Gauthier-Drapeau (CAN) · 00(3)–10(2) | kiesett                        | kiesett           | kiesett           | kiesett           | kiesett           | kiesett           | 17.      |
| Jorge Fonseca | Félnehézsúly |                   | erőnyerő                                      | Aaron Wolf (JPN) · 00(2)–10(1) | kiesett           | kiesett           | kiesett           | kiesett           | kiesett           | 9.       |

Női
| Versenyző        | Versenyszám  | 32-es főtábla                               | Nyolcaddöntő                          | Negyeddöntő                                    | Elődöntő                           | Vigaszág elődöntő | Bronz- mérkőzés                   | Döntő             | Helyezés |
| Versenyző        | Versenyszám  | Ellenfél Eredmény                           | Ellenfél Eredmény                     | Ellenfél Eredmény                              | Ellenfél Eredmény                  | Ellenfél Eredmény | Ellenfél Eredmény                 | Ellenfél Eredmény | Helyezés |
| ---------------- | ------------ | ------------------------------------------- | ------------------------------------- | ---------------------------------------------- | ---------------------------------- | ----------------- | --------------------------------- | ----------------- | -------- |
| Catarina Costa   | Légsúly      | Katharina Menz (GER) · 01(0)–00(1)          | Gabriela Narváez (PAR) · 00(1)–10(2)  | kiesett                                        | kiesett                            | kiesett           | kiesett                           | kiesett           | 9.       |
| Bárbara Timo     | Váltósúly    | Kim Dzsiszu (Kim Ji-su) (KOR) · 00(0)–10(1) | kiesett                               | kiesett                                        | kiesett                            | kiesett           | kiesett                           | kiesett           | 17.      |
| Tais Pina        | Középsúly    | Kim Polling (ITA) · 00(0)–01(0)             | kiesett                               | kiesett                                        | kiesett                            | kiesett           | kiesett                           | kiesett           | 17.      |
| Patrícia Sampaio | Félnehézsúly | Zeddy Cherotich (KEN) · 10(0)–00(0)         | Madeleine Malonga (FRA) · 10(0)–00(0) | Ma Csen-csao (Ma Zhenzhao) (CHN) · 10(0)–00(0) | Alice Bellandi (ITA) · 00(1)–01(1) |                   | Takajama Rika (JPN) · 10(1)–00(1) |                   |          |
| Rochele Nunes    | Nehézsúly    | Sarra Mzougui (TUN) · 10(2)–00(3)           | Larisa Cerić (BIH) · 00(1)–10(1)      | kiesett                                        | kiesett                            | kiesett           | kiesett                           | kiesett           | 9.       |

## Gördeszka
Férfi
| Versenyző       | Versenyszám  | Selejtező | Selejtező | Döntő   | Döntő   | Helyezés |
| Versenyző       | Versenyszám  | Pont      | Hely.     | Pont    | Hely.   | Helyezés |
| --------------- | ------------ | --------- | --------- | ------- | ------- | -------- |
| Thomas Augusto  | Egyéni park  | 81,75     | 13.       | kiesett | kiesett | 13.      |
| Gustavo Ribeiro | Egyéni utcai | 142,14    | 17.       | kiesett | kiesett | 17.      |

## Hullámlovaglás
| Versenyző       | Versenyszám | 1. forduló                                                    | 1. forduló | 2. forduló                 | 3. forduló                   | Negyeddöntő           | Elődöntő              | Döntő                 | Helyezés |
| Versenyző       | Versenyszám | Ellenfelek Győztes pont                                       | Hely.      | Ellenfél Győztes pont      | Ellenfél Győztes pont        | Ellenfél Győztes pont | Ellenfél Győztes pont | Ellenfél Győztes pont | Helyezés |
| --------------- | ----------- | ------------------------------------------------------------- | ---------- | -------------------------- | ---------------------------- | --------------------- | --------------------- | --------------------- | -------- |
| Teresa Bonvalot | Női         | 8 csoport · Carissa Moore (USA) · Shino Matsuda (JPN) · 16,50 | 3.         | Shino Matsuda (JPN) · 9,77 | kiesett                      | kiesett               | kiesett               | kiesett               | 17.      |
| Yolanda Hopkins | Női         | 1 csoport · Caroline Marks (USA) · Sarah Baum (RSA) · 17,93   | 3.         | Saffi Vette (NZL) · 4,67   | Brisa Hennessy (CRC) · 12,34 | kiesett               | kiesett               | kiesett               | 9.       |

## Kajak-kenu

### Gyorsasági
Férfi
| Versenyző                     | Versenyszám        | Előfutam | Előfutam | Előfutam | Negyeddöntő | Negyeddöntő | Negyeddöntő | Elődöntő | Elődöntő | Elődöntő | Döntő | Döntő   | Döntő    | Helyezés |
| Versenyző                     | Versenyszám        | Idő      | Hely.    | Össz.    | Idő         | Hely.       | Össz.       | Idő      | Hely.    | Össz.    | Típus | Idő     | Helyezés | Helyezés |
| ----------------------------- | ------------------ | -------- | -------- | -------- | ----------- | ----------- | ----------- | -------- | -------- | -------- | ----- | ------- | -------- | -------- |
| Fernando Pimenta              | Kajak egyes 1000 m | 3:29,76  | 1.       | 8.       | erőnyerő    | erőnyerő    | erőnyerő    | 3:29,14  | 2.       | 5.       | A     | 3:29,59 | 6.       | 6.       |
| João Ribeiro Messias Baptista | Kajak kettes 500 m | 1:28,10  | 2.       | 2.       | erőnyerő    | erőnyerő    | erőnyerő    | 1:27,64  | 3.       | 3.       | A     | 1:27,82 | 6.       | 6.       |

Női
| Versenyző      | Versenyszám       | Előfutam | Előfutam | Előfutam | Negyeddöntő | Negyeddöntő | Negyeddöntő | Elődöntő | Elődöntő | Elődöntő | Döntő | Döntő   | Döntő    | Helyezés |
| Versenyző      | Versenyszám       | Idő      | Hely.    | Össz.    | Idő         | Hely.       | Össz.       | Idő      | Hely.    | Össz.    | Típus | Idő     | Helyezés | Helyezés |
| -------------- | ----------------- | -------- | -------- | -------- | ----------- | ----------- | ----------- | -------- | -------- | -------- | ----- | ------- | -------- | -------- |
| Teresa Portela | Kajak egyes 500 m | 1:51,03  | 3.       | 10.      | 1:52,40     | 4.          | 12.         | 1:50,28  | 3.       | 7.*      | B     | 1:52,38 | 2.       | 10.      |

* - egy másik versenyzővel azonos időt ért el

## Kerékpározás

### Hegyi-kerékpározás
| Versenyző      | Versenyszám      | Idő        | Helyezés |
| -------------- | ---------------- | ---------- | -------- |
| Raquel Queirós | Női terepverseny | lekörözték | 29.      |

### Országúti kerékpározás
Férfi
| Versenyző                  | Versenyszám   | Idő                 | Helyezés |
| -------------------------- | ------------- | ------------------- | -------- |
| Rui Alberto Faria Da Costa | Mezőnyverseny | 6:26:57 (+7:23)     | 46.      |
| Rui Alberto Faria Da Costa | Időfutam      | 39:00,07 (+2:47,91) | 25.      |
| Nelson Oliveira            | Időfutam      | 37:43,15 (+1:30,99) | 7.       |
| Nelson Oliveira            | Mezőnyverseny | 6:23:16 (+3:42)     | 33.      |

Női
| Versenyző      | Versenyszám   | Idő             | Helyezés |
| -------------- | ------------- | --------------- | -------- |
| Daniela Campos | Mezőnyverseny | 4:07:16 (+7:53) | 41.      |

### Pálya-kerékpározás
Omnium
| Versenyző   | Versenyszám | 10 km-es scratch | 10 km-es scratch | 10 km-es tempóverseny | 10 km-es tempóverseny | Kieséses verseny | Kieséses verseny | 25 km-es pontverseny | 25 km-es pontverseny | Összesítés | Összesítés |
| Versenyző   | Versenyszám | Pont             | Hely.            | Pont                  | Hely.                 | Pont             | Hely.            | Pont                 | Hely.                | Pont       | Helyezés   |
| ----------- | ----------- | ---------------- | ---------------- | --------------------- | --------------------- | ---------------- | ---------------- | -------------------- | -------------------- | ---------- | ---------- |
| Iúri Leitão | Férfi       | 28               | 7.               | 38                    | 2.                    | 28               | 7.               | 59                   | 2.                   | 153        |            |

| Versenyző     | Versenyszám | 7,5 km-es scratch | 7,5 km-es scratch | 7,5 km-es tempóverseny | 7,5 km-es tempóverseny | Kieséses verseny | Kieséses verseny | 20 km-es pontverseny | 20 km-es pontverseny | Összesítés | Összesítés |
| Versenyző     | Versenyszám | Pont              | Hely.             | Pont                   | Hely.                  | Pont             | Hely.            | Pont                 | Hely.                | Pont       | Helyezés   |
| ------------- | ----------- | ----------------- | ----------------- | ---------------------- | ---------------------- | ---------------- | ---------------- | -------------------- | -------------------- | ---------- | ---------- |
| Maria Martins | Női         | 16                | 13.               | 26                     | 8.                     | 12               | 15.              | 7                    | 14.                  | 61         | 14.        |

Madison
| Versenyző                | Versenyszám | Döntő | Döntő | Helyezés |
| Versenyző                | Versenyszám | Pont  | Hely. | Helyezés |
| ------------------------ | ----------- | ----- | ----- | -------- |
| Iúri Leitão Rui Oliveira | Férfi       | 55    | 1.    |          |

## Lovaglás
Díjlovaglás
| Versenyző                                    | Ló                        | Versenyszám | Selejtező | Selejtező | Selejtező | Döntő   | Döntő   | Végeredmény | Végeredmény |
| Versenyző                                    | Ló                        | Versenyszám | Csop.     | Pont      | Hely.     | Pont    | Hely.   | Pont        | Helyezés    |
| -------------------------------------------- | ------------------------- | ----------- | --------- | --------- | --------- | ------- | ------- | ----------- | ----------- |
| Maria Caetano                                | Hit Plus                  | Egyéni      | C         | 66,630    | 8.        | kiesett | kiesett | 66,630      | 50.         |
| Rita Ralão Duarte                            | Irao                      | Egyéni      | E         | 68,261    | 8.        | kiesett | kiesett | 68,261      | 44.         |
| António Vale                                 | Fine Fellow               | Egyéni      | B         | 66,910    | 8.        | kiesett | kiesett | 66,910      | 47.         |
| Maria Caetano Rita Ralão Duarte António Vale | Hit Plus Irao Fine Fellow | Csapat      |           | 201,801   | 12.       | kiesett | kiesett | 201,801     | 12.         |

Díjugratás
| Versenyző     | Ló         | Versenyszám | Selejtező | Selejtező | Selejtező | Döntő       | Döntő       | Döntő       | Döntő     | Döntő     | Döntő     | Végeredmény |
| Versenyző     | Ló         | Versenyszám | Selejtező | Selejtező | Selejtező | Alapverseny | Alapverseny | Alapverseny | Szétugrás | Szétugrás | Szétugrás | Végeredmény |
| Versenyző     | Ló         | Versenyszám | Bünt.     | Idő       | Hely.     | Bünt.       | Idő         | Hely.       | Bünt.     | Idő       | Hely.     | Helyezés    |
| ------------- | ---------- | ----------- | --------- | --------- | --------- | ----------- | ----------- | ----------- | --------- | --------- | --------- | ----------- |
| Duarte Seabra | Dourados 2 | Egyéni      | 8         | 76,27     | 48.       | kiesett     | kiesett     | kiesett     | kiesett   | kiesett   | kiesett   | 48.         |

Lovastusa
| Versenyző    | Ló              | Versenyszám | Díjlovaglás | Díjlovaglás | Tereplovaglás | Tereplovaglás | Tereplovaglás | Díjugratás | Díjugratás  | Díjugratás | Díjugratás | Végeredmény | Végeredmény |
| Versenyző    | Ló              | Versenyszám | Díjlovaglás | Díjlovaglás | Tereplovaglás | Tereplovaglás | Tereplovaglás | Selejtező  | Selejtező   | Selejtező  | Döntő      | Végeredmény | Végeredmény |
| Versenyző    | Ló              | Versenyszám | Bünt.       | Hely.       | Bünt.         | Bünt. össz.   | Hely.         | Bünt.      | Bünt. össz. | Hely.      | Bünt.      | Bünt.       | Helyezés    |
| ------------ | --------------- | ----------- | ----------- | ----------- | ------------- | ------------- | ------------- | ---------- | ----------- | ---------- | ---------- | ----------- | ----------- |
| Manuel Grave | Carat de Bremoy | Egyéni      | 40,90       | 59.         | visszalépett  | visszalépett  | visszalépett  | kiesett    | kiesett     | kiesett    | kiesett    | kiesett     | kiesett     |

## Sportlövészet
Női
| Versenyző         | Versenyszám | Selejtező | Selejtező | Döntő   | Döntő    |
| Versenyző         | Versenyszám | Pont      | Helyezés  | Pont    | Helyezés |
| ----------------- | ----------- | --------- | --------- | ------- | -------- |
| Maria Inês Barros | Trap        | 121(+0)   | 8.        | kiesett | kiesett  |

## Tenisz
Férfi
| Versenyző                    | Versenyszám | 64-es főtábla                       | 32-es főtábla                                                                    | Nyolcaddöntő                                                        | Negyeddöntő       | Elődöntő          | Bronz- mérkőzés   | Döntő             | Helyezés |
| Versenyző                    | Versenyszám | Ellenfél Eredmény                   | Ellenfél Eredmény                                                                | Ellenfél Eredmény                                                   | Ellenfél Eredmény | Ellenfél Eredmény | Ellenfél Eredmény | Ellenfél Eredmény | Helyezés |
| ---------------------------- | ----------- | ----------------------------------- | -------------------------------------------------------------------------------- | ------------------------------------------------------------------- | ----------------- | ----------------- | ----------------- | ----------------- | -------- |
| Nuno Borges                  | Egyes       | Mariano Navone (ARG) · 2–6, 2–6     | kiesett                                                                          | kiesett                                                             | kiesett           | kiesett           | kiesett           | kiesett           | 33.      |
| Francisco Cabral             | Egyes       | Jan-Lennard Struff (GER) · 2–6, 2–6 | kiesett                                                                          | kiesett                                                             | kiesett           | kiesett           | kiesett           | kiesett           | 33.      |
| Nuno Borges Francisco Cabral | Páros       |                                     | Görögország (GRE) · Petros Tsitsipas · Sztéfanosz Cicipász · 3–6, 6–3, [12]–[10] | Németország (GER) · Dominik Koepfer · Jan-Lennard Struff · 2–6, 2–6 | kiesett           | kiesett           | kiesett           | kiesett           | 9.       |

## Torna
Női
| Versenyző          | Versenyszám      | Selejtező | Selejtező | Döntő    | Döntő    |
| Versenyző          | Versenyszám      | Pontszám  | Helyezés  | Pontszám | Helyezés |
| ------------------ | ---------------- | --------- | --------- | -------- | -------- |
| Ana Filipa Martins | Talaj            | 12,633    | =42.      | kiesett  | kiesett  |
| Ana Filipa Martins | Felemás korlát   | 13,800    | 22.       | kiesett  | kiesett  |
| Ana Filipa Martins | Gerenda          | 12,600    | 49.       | kiesett  | kiesett  |
| Ana Filipa Martins | Egyéni összetett | 53,166    | 18.       | 51,232   | 20.      |

### Trambulin
| Versenyző           | Versenyszám | Selejtező | Selejtező | Döntő    | Döntő    |
| Versenyző           | Versenyszám | Pontszám  | Helyezés  | Pontszám | Helyezés |
| ------------------- | ----------- | --------- | --------- | -------- | -------- |
| Gabriel Albuquerque | Férfi       | 59,750    | 5.        | 59,740   | 5.       |

## Triatlon
Egyéni
| Versenyző       | Versenyszám | 1,5 km úszás | Depózás 1 | 40 km kerékpározás | Depózás 2 | 10 km futás | Összesítés | Összesítés |
| Versenyző       | Versenyszám | Idő          | Idő       | Idő                | Idő       | Idő         | Idő        | Helyezés   |
| --------------- | ----------- | ------------ | --------- | ------------------ | --------- | ----------- | ---------- | ---------- |
| Ricardo Batista | Férfi       | 21:10        | 0:46      | 51:29              | 0:27      | 30:06       | 1:43:58    | 6.         |
| Vasco Vilaça    | Férfi       | 21:03        | 0:52      | 51:30              | 0:27      | 30:04       | 1:43:56    | 5.         |
| Melanie Santos  | Női         | 24:20        | 0:57      | 1:01:00            | 0:28      | 37:03       | 2:03:48    | 45.        |
| Maria Tomé      | Női         | 24:17        | 0:56      | 57:34              | 0:31      | 33:55       | 1:57:13    | 11.        |

Csapat
| Versenyző                                              | Versenyszám   | Úszás (300 m X 4) | Depózás 1 | Kerékpározás (6,8 km X 4) | Depózás 2 | Futás (2 km X 4) | Összesen | Hely. |
| ------------------------------------------------------ | ------------- | ----------------- | --------- | ------------------------- | --------- | ---------------- | -------- | ----- |
| Ricardo Batista Melanie Santos Vasco Vilaça Maria Tomé | Vegyes csapat | 18:48             | 4:32      | 40:22                     | 1:38      | 21:48            | 1:27:08  | 5.    |

## Úszás
Férfi
| Versenyző         | Versenyszám    | Előfutam | Előfutam | Előfutam | Elődöntő | Elődöntő | Elődöntő | Döntő   | Döntő    |
| Versenyző         | Versenyszám    | Idő      | Hely.    | Össz.    | Idő      | Hely.    | Össz.    | Idő     | Helyezés |
| ----------------- | -------------- | -------- | -------- | -------- | -------- | -------- | -------- | ------- | -------- |
| Miguel Nascimento | 50 m gyors     | 22,49    | 6.       | 36.      | kiesett  | kiesett  | kiesett  | kiesett | kiesett  |
| Diogo Ribeiro     | 50 m gyors     | 21,91    | 1.       | 13.*     | 22,01    | 8.       | 16.      | kiesett | kiesett  |
| Diogo Ribeiro     | 100 m gyors    | 48,88    | 7.       | 28.      | kiesett  | kiesett  | kiesett  | kiesett | kiesett  |
| Diogo Ribeiro     | 100 m pillangó | 51,90    | 6.       | 20.      | kiesett  | kiesett  | kiesett  | kiesett | kiesett  |
| João Costa        | 100 m hát      | 54,90    | 7.       | 32.      | kiesett  | kiesett  | kiesett  | kiesett | kiesett  |

Női
| Versenyző      | Versenyszám      | Előfutam | Előfutam | Előfutam | Elődöntő | Elődöntő | Elődöntő | Döntő     | Döntő    |
| Versenyző      | Versenyszám      | Idő      | Hely.    | Össz.    | Idő      | Hely.    | Össz.    | Idő       | Helyezés |
| -------------- | ---------------- | -------- | -------- | -------- | -------- | -------- | -------- | --------- | -------- |
| Camila Rebelo  | 200 m hát        | 2:11,26  | 5.       | 19.      | kiesett  | kiesett  | kiesett  | kiesett   | kiesett  |
| Angélica André | 10 km nyílt vízi |          |          |          |          |          |          | 2:06:17,0 | 12.      |

* - egy másik versenyzővel azonos időt ért el

## Vitorlázás
Férfi
| Versenyző       | Versenyszám    | Futam | Futam | Futam | Futam | Futam | Futam | Futam | Futam | Futam | Futam | Futam   | Pontszám | Helyezés |
| Versenyző       | Versenyszám    | 1     | 2     | 3     | 4     | 5     | 6     | 7     | 8     | 9     | 10    | É       | Pontszám | Helyezés |
| --------------- | -------------- | ----- | ----- | ----- | ----- | ----- | ----- | ----- | ----- | ----- | ----- | ------- | -------- | -------- |
| Eduardo Marques | ILCA 7 (Laser) | 5     | 11    | 31    | 15    | 35    | 1     | 44    | 3     | X     | X     | kiesett | 101      | 11.      |

Női
| Versenyző             | Versenyszám  | Futam | Futam | Futam | Futam | Futam | Futam | Futam | Futam | Futam | Futam           | Futam           | Futam           | Helyezés |
| Versenyző             | Versenyszám  | 1     | 2     | 3     | 4     | 5     | 6     | 7-16  | P     | Hely. | Elődöntő        | Éremfutam 1     | Éremfutam 2     | Helyezés |
| Versenyző             | Versenyszám  | 1     | 2     | 3     | 4     | 5     | 6     | 7-16  | P     | Hely. | Ellenfelek Pont | Ellenfelek Pont | Ellenfelek Pont | Helyezés |
| --------------------- | ------------ | ----- | ----- | ----- | ----- | ----- | ----- | ----- | ----- | ----- | --------------- | --------------- | --------------- | -------- |
| Mafalda Pires de Lima | Formula kite | 8     | 15    | 14    | 13    | 15    | 9     | X     | 59    | 14.   | kiesett         | kiesett         | kiesett         | 14.      |

Vegyes
| Versenyző                 | Versenyszám    | Futam | Futam | Futam | Futam | Futam | Futam | Futam | Futam | Futam | Futam | Futam | Pontszám | Helyezés |
| Versenyző                 | Versenyszám    | 1     | 2     | 3     | 4     | 5     | 6     | 7     | 8     | 9     | 10    | É     | Pontszám | Helyezés |
| ------------------------- | -------------- | ----- | ----- | ----- | ----- | ----- | ----- | ----- | ----- | ----- | ----- | ----- | -------- | -------- |
| Diogo Costa Carolina João | 470-es osztály | 20    | 3     | 16    | 14    | 2     | 4     | 2     | 8     | X     | X     | 4     | 53       | 5.       |

X - törölt futam